# Kozatchok

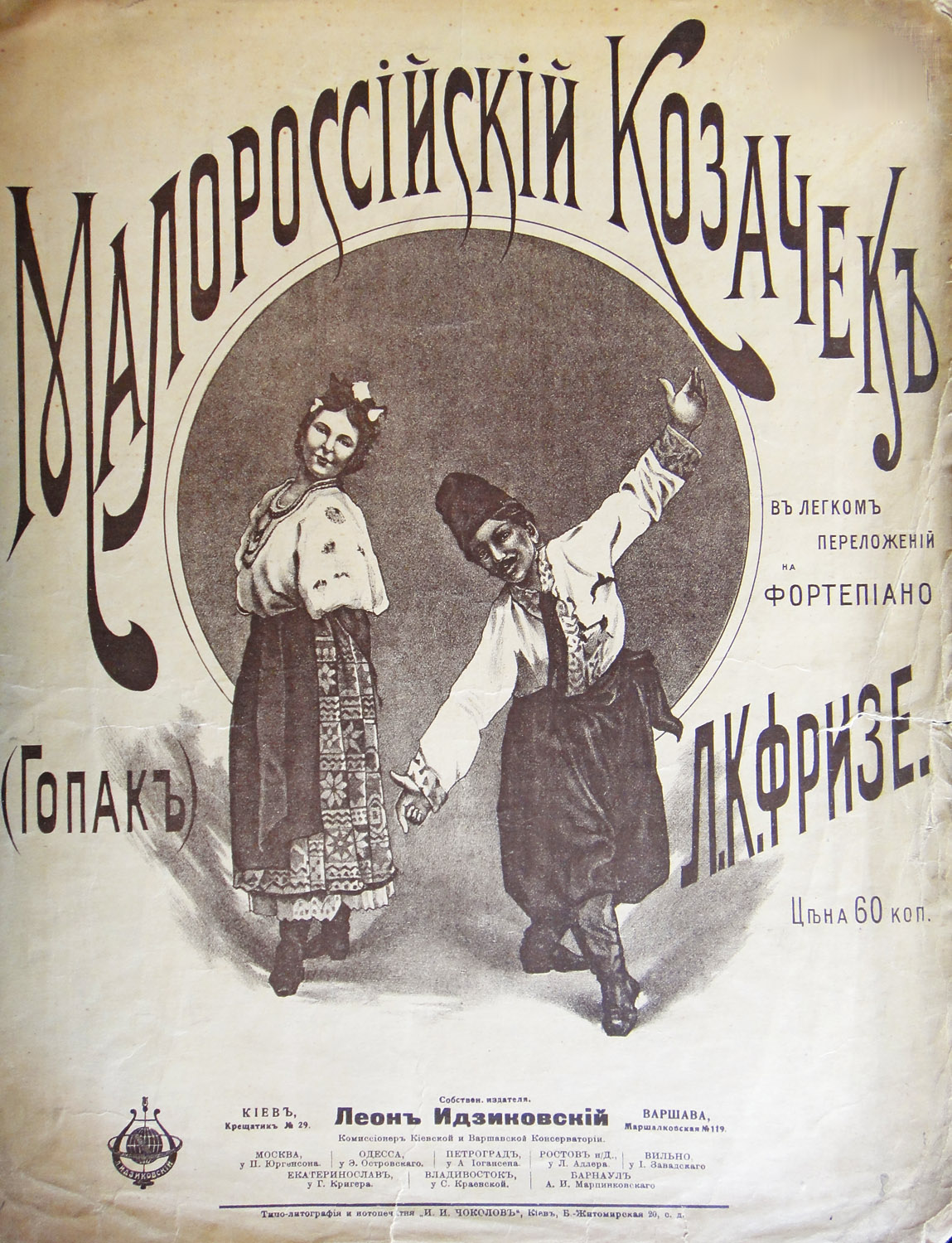
Casal de cossacos dançando o kazachok, em imagem russa de 1914

O kozatchok (ucraniano: Козачок) ou kazatchok (russo: Казачок) é uma dança folclórica ucraniana que no imaginário popular é fortemente associada aos cossacos. Trata-se de uma dança rápida, linear, realizada em grupos compostos por casais, tipicamente em tempo crescente, e que tem a improvisação como elemento fundamental. As mulheres lideram a dança, assinalando mudanças de movimento com batidas de palmas, e os homens as acompanham.
As raízes do kozatchok, cujo nome tem origem no verbete kozak (em português, cossaco), podem ser traçadas até uma forma de teatro itinerante chamada Vertep, que se popularizou durante os séculos XVI e XVII. As peças aposentadas eram tipicamente compostas de duas partes, a primeira de cunho religioso, normalmente representando o nascimento de Cristo, e a segunda de caráter popular e não religioso. Na Ucrânia muitas dessas apresentações eram animadas e festejadas ao redor da figura dos cossacos zaporojianos, que cantavam, dançavam e tocavam um instrumento musical chamado bandura. Sua dança mais tarde ficou conhecida como Vertepny kozatchok, literalmente "marionete cossaca do Vertep", e dizia-se apresentar as típicas características do temperamento cossaco.
Variações do kozatchok incluem o kozatchok de Kuban (da região de mesmo nome) e o kozatchok de Ter (uma região do norte do Cáucaso). O kozatchok era realizado com freqüência durante o século XVIII em balés franceses, e conheceu grande sucesso junto às tropas russas ocupando Paris em 1814. No século XIX a dança mudou e passou a ser executada em roda, de forma semelhante à sua versão contemporânea. Desde os anos 1960 ela tem sido reavivada em diversos países.
Existem arranjos para a dança compostos por Alexander Serov, Piotr Tchaikovski e outros compositores russos. Dentre os trabalhos para sinfonia e orquestra, destacam-se o Malorossiiski kazatchok (Малороссийский казачок) de Aleksandr Dargomizhski, a Terceira Sinfonia de Roman Simovich, e a Dance Suite de Anatoly Kolomiietz.